# Струєв Олександр Іванович
Олекса́ндр Іва́нович Стру́єв (10 [23] лютого 1906, місто Алчевськ Катеринославської губернії, тепер Луганської області —12 грудня 1991, місто Москва) — український радянський і компартійний діяч, член ВУЦВК у 1931—1935 роках, депутат Верховної Ради УРСР 3-го скликання, депутат Верховної Ради СРСР 2—5-го і 7—10-го скликань. Член ЦРК КПРС у 1952—1956 роках. Кандидат у члени ЦК КПРС у 1961—1966 роках. Член ЦК КПРС у 1956—1961 і 1966—1986 роках. Член ЦК КП(б)У в 1949—1954 роках. Кандидат у члени Бюро ЦК КПУ 27 вересня 1952 — 10 жовтня 1953 р. Герой Соціалістичної Праці (20.02.1976).

## Біографія
Народився в родині гірника шахти «Жиловка» біля міста Алчевська. Закінчив початкову школу. Трудову діяльність розпочав у 1917 році вибірником породи та камеронником на вугільній шахті. З 1923 року працював чорноробом, табельником механічних майстерень. З 1925 року — секретар комсомольського осередку, керуючий справами Сорокинського районного комітету КП(б)У на Донбасі.
Член ВКП(б) з 1927 року.
У 1927—1928 роках — секретар Сорокинського рудникового комітету комсомолу (ЛКСМУ).
З 1928 року служив у Червоній армії.
Після демобілізації — завідувач підвідділу Кадіївського районного комітету КП(б)У. У 1930—1936 роках — голова Сорокинської селищної ради, секретар, заступник голови виконавчого комітету Краснодонської районної ради Донецької області.
У 1936—1939 роках — голова виконавчого комітету Харцизької районної ради депутатів трудящих Донецької (Сталінської) області.
У 1939—1941 роках — голова правління Сталінської обласної спілки споживчої кооперації. З 1941 року — 1-й заступник голови виконавчого комітет Сталінської обласної ради депутатів трудящих.
Під час німецько-радянської війни у 1942—1943 роках — начальник Управління воєнторгів Південного, Північно-Кавказького, Чорноморської групи військ Закавказького, 4-го Українського фронтів. У 1943—1944 роках — заступник голови виконавчого комітет Сталінської обласної ради депутатів трудящих.
У квітні — червні 1944 року — виконувач обов'язків голови, а у червні 1944 (затверджений в червні 1945 року) — липні 1947 року — голова виконавчого комітету Сталінської обласної ради депутатів трудящих.
У липні 1947 — вересні 1953 роках — 1-й секретар Сталінського обласного комітету КП(б)У.
У вересні 1953 — січні 1954 року — слухач Курсів перепідготовки при ЦК КПРС, інспектор ЦК КПРС.
У січні 1954 — липні 1958 року — 1-й секретар Молотовського (Пермського) обласного комітету КПРС.
У травні 1958 — грудні 1962 року — заступник голови Ради Міністрів Російської РФСР.
У грудні 1962 — січні 1963 року — голова Державного комітету РМ СРСР по торгівлі — міністр СРСР. У січні 1963 — жовтні 1963 року — голова Державного комітету по торгівлі при Раді народного господарства СРСР — міністр СРСР. У жовтні 1963 — жовтні 1965 року — голова Державного комітету РМ СРСР по торгівлі — міністр СРСР. 2 жовтня 1965 — 21 січня 1983 року — міністр торгівлі СРСР.
З січня 1983 року — на пенсії в Москві.

## Нагороди
- Герой Соціалістичної Праці (20.02.1976)
- п'ять орденів Леніна (3.03.1956; 25.07.1957; 22.02.1966; 30.08.1971; 20.02.1976)
- орден Жовтневої Революції (21.02.1986)
- орден Трудового Червоного Прапора (1.01.1948)
- два ордени Вітчизняної війни 1-го (1.02.1945) та 2-го (11.03.1985) ступенів
- медаль «Партизанові Вітчизняної війни» 1-го ступеня (19.02.1945)
- медаль «За оборону Кавказу»
- медаль «За перемогу над Німеччиною у Великій Вітчизняній війні 1941—1945 рр.»
- медаль «За доблесну працю у Великій Вітчизняній війні 1941—1945 рр.»
- медаль «За відбудову шахт Донбасу»
- медалі